# Quilessa wirshingi
Quilessa wirshingi är en insektsart som beskrevs av Ramos 1957. Quilessa wirshingi ingår i släktet Quilessa och familjen Kinnaridae. Inga underarter finns listade i Catalogue of Life.